# 高级干部
高级干部，简称“高干”，一般是指中国共产党机关和中华人民共和国国家机关及人民团体中副省部级以上干部，包括离退休后享受副省部级以上待遇的干部。
高级干部分为国家级正职（简称“正国级”）、国家级副职（简称“副国级”）、省部级正职（简称“正部级”或“正省级”）、省部级副职（简称“副部级”或“副省级”）四个行政级别，其中国家级正职和国家级副职干部通称为党和国家领导人。另外中国人民解放军、中国人民武装警察部队的高级将领（包括中央军委副主席〔副国级〕、中央军委委员，以及正战区职、副战区职、正军职、副军职和原正大军区职、原副大军区职）也属于高级干部的范畴。
一般而言，正省部级（正战区级）、副战区级单位的正职、副职领导属于高级干部，副省部级单位的正职领导属于高级干部。